# Smålandsfarvandet
Smålandsfarvandet é um corpo de água da Dinamarca. É um estreito que liga o Grande Belt a oeste, o Storstrømmen e Guldborgsund a leste, sendo percorrido por embarcações de pequena e média dimensão. É rodeado pela Zelândia a norte e por Falster e Lolland a sul. As maiores das muitas ilhas que há no Smålandsfarvandet são Fejø, Femø, Askø, Lilleø, Skalø, Vejrø e Rågø.

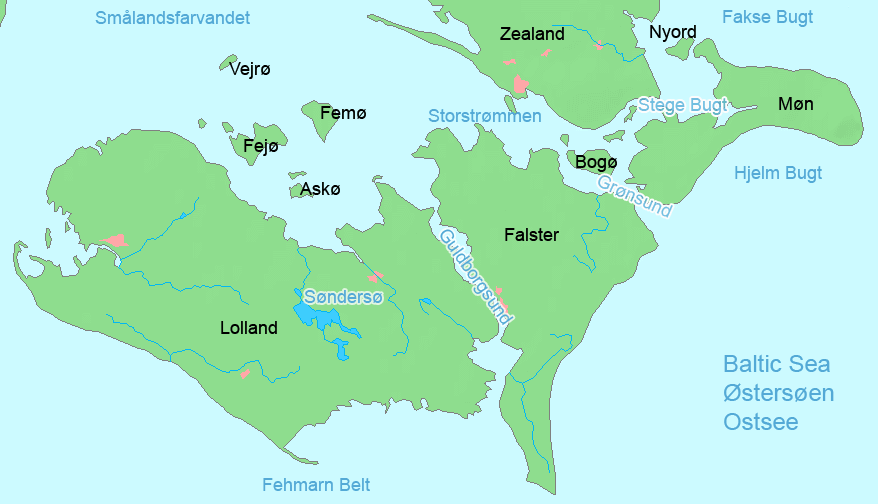
As ilhas na parte sul do Smålandsfarvandet.